# My Little Pony - L'amicizia è magica
My Little Pony - L'amicizia è magica (My Little Pony: Friendship Is Magic) è una serie animata che ha debuttato il 10 ottobre 2010 negli Stati Uniti sulla rete televisiva The Hub (precedentemente Hub Network, oggi Discovery Family). La serie è basata sulla linea di giocattoli My Little Pony di Hasbro, che ne ha commissionato la produzione a DHX Media Vancouver (precedentemente nota come Studio B Productions) e alla propria sussidiaria Hasbro Studios (chiamata adesso Entertainment One).
Lauren Faust, nota per aver lavorato a diversi spettacoli televisivi di successo come Le Superchicche e Gli amici immaginari di casa Foster, è stata scelta da Hasbro come direttore creativo e produttore esecutivo per la serie animata. Faust ha cercato di superare la natura prettamente femminile della linea My Little Pony, creando ambientazioni originali e personaggi caratterizzati a tutto tondo, e attribuendo grande importanza alle tematiche, allo sviluppo delle trame e al lato umoristico, nell'intento di rendere lo show piacevole sia per il target demografico di bambini e bambine sia per i loro genitori; questa scelta si è rivelata determinante per il successo della serie, che ha guadagnato l'inaspettata attenzione di un gruppo di fan giovani e adulti chiamati bronies.
Faust si è dimessa dal ruolo di direttore esecutivo a seguito della prima stagione, rimanendo in qualità di produttore consulente per la seconda stagione; in seguito ha lasciato definitivamente la serie animata per concentrarsi sulla produzione di una nuova serie, Super Best Friends Forever.
In seguito all'enorme successo della serie TV, è stata prodotta dalla IDW una serie di fumetti indipendenti dalla serie e ambientati cronologicamente dopo il finale della seconda stagione, nonché una serie di spin-off animati intitolati My Little Pony - Equestria Girls. Un film prodotto dalla Hasbro è stato distribuito il 6 ottobre 2017 nelle sale cinematografiche statunitensi, mentre nelle sale cinematografiche italiane è stato distribuito il 6 dicembre 2017.

## Trama
La serie segue le avventure di un unicorno di nome Twilight Sparkle, allieva prediletta di Princess Celestia, sovrana di Equestria. Twilight, temendo l'avverarsi di un'antica profezia, cerca di avvertire la principessa; tuttavia quest'ultima, preoccupata piuttosto per la poca socialità e per l'eccessiva reclusione dimostrate dall'allieva, ignora la minaccia e invia Twilight e il draghetto assistente di quest'ultima, Spike, a trasferirsi nella cittadina di Ponyville con il compito di stringere nuove amicizie: qui Twilight conoscerà i pony di terra Applejack e Pinkie Pie, i pegasi Fluttershy e Rainbow Dash e l'unicorno Rarity. Durante la ricerca degli Elementi dell'armonia, gli unici artefatti in grado di contrastare il profetizzato ritorno della malvagia Nightmare Moon, Twilight scopre il valore dell'amicizia e decide di restare a Ponyville per approfondire questo sentimento.
La serie ha un carattere episodico. Il primo episodio di ogni stagione (eccezione fatta per la n° 7), il finale di ognuna (eccezione fatta per le numeri 1, 3 e 9) e qualche altro episodio si sviluppano in doppia puntata; al contrario, il resto degli archi narrativi sono sviluppati nel corso di una singola puntata. Le tematiche principali trattate sono l'amicizia e i suoi diversi aspetti, inoltre gli episodi spesso si concludono con uno o più personaggi che apprendono una lezione riguardo a uno di questi aspetti: a fine puntata, usualmente, la lezione imparata viene riassunta da Twilight o da un altro personaggio in una lettera da inviare a Princess Celestia; questa pratica scompare dalla quarta stagione in poi a seguito dell'ascensione di Twilight al rango di principessa e alla sua trasmutazione in alicorno (unicorno alato) verificatasi nell'ultimo episodio della stagione precedente. Nella quarta stagione le protagoniste riassumono le proprie conquiste in materia di amicizia riportandole per iscritto su un diario comune, su suggerimento della stessa Twilight, che riesce a guadagnarsi un regno tutto suo e con un proprio castello. Nella quinta stagione le sei protagoniste attivano una mappa nel nuovo castello di Twilight e viaggiano in diversi luoghi di Equestria a risolvere problemi d'amicizia, invece nella sesta stagione Twilight prende come studentessa Starlight Glimmer (dopo essere riuscita a redimerla nella stagione precedente) e le insegna tutto ciò che sa sull'amicizia. Nella settima stagione quest'ultima conclude finalmente i suoi studi sull'amicizia. Nell'ottava stagione viene aperta una scuola dell'amicizia, alla quale possono accedere creature di tutti i regni anziché soltanto i pony, e alla fine della nona (e ultima) stagione Twilight Sparkle diventa sovrana di Equestria.

## Personaggi e ambientazione
La serie è ambientata a Equestria, un regno abitato da pony e altri animali e governato da Princess Celestia e Princess Luna. Le protagoniste della serie sono Twilight Sparkle, Pinkie Pie, Applejack, Rainbow Dash, Rarity e Fluttershy, sei pony che abitano nella cittadina di Ponyville.

## Episodi
La prima stagione della serie è andata in onda negli Stati Uniti a partire dal 10 ottobre 2010. È stata poi trasposta in italiano e trasmessa in Italia a partire dal 29 agosto 2011 su Italia 1, in formato di mezzi episodi, e successivamente in replica su Cartoonito, con episodi interi.
La seconda stagione, trasmessa negli Stati Uniti su The Hub a partire dal 17 settembre 2011, è andata in onda in Italia a partire dal 13 ottobre 2012 sul canale Boomerang e dal 5 novembre in chiaro su Cartoonito.
La terza stagione, andata originariamente in onda su The Hub a partire dal 10 novembre 2012, è stata trasmessa in Italia a partire dal 3 giugno 2013 sempre su Cartoonito.
La quarta stagione è stata trasmessa in originale su Hub Network a partire dal 23 novembre 2013 e la sua trasposizione in italiano ha iniziato ad andare in onda su Cartoonito il 7 aprile 2014.
La quinta stagione è andata in onda negli Stati Uniti dal 4 aprile 2015 su Discovery Family, mentre in Italia dall'8 giugno 2015 su Cartoonito.
La sesta stagione è andata in onda in originale su Discovery Family a partire dal 26 marzo 2016, invece in Italia su Cartoonito a partire dal 21 maggio dello stesso anno. La settima stagione è andata in onda negli Stati Uniti, ugualmente su Discovery Family, dal 15 aprile 2017 al 28 ottobre dello stesso anno, mentre in Italia a partire dal 9 ottobre 2017 su Cartoonito.
L'ottava stagione è andata in onda, come sempre su Discovery Family, dal 24 marzo 2018 al 13 ottobre dello stesso anno e successivamente in Italia dal 24 settembre al 21 dicembre 2018 su Cartoonito.
La nona e ultima stagione è iniziata il 6 aprile 2019 su Discovery Family, mentre in Italia ha avuto inizio il 6 maggio su Cartoonito; da notare che, a partire dal 15 maggio (cioè dall'episodio 9x08), la programmazione italiana ha superato quella statunitense (ossia quella originale) e quella di qualsiasi altro Paese, trasmettendo dunque sei episodi in prima visione mondiale. Gli ultimi tre episodi della serie sono andati in onda negli Stati Uniti il 12 ottobre 2019, segnando la fine della serie. In Italia gli ultimi 13 episodi sono andati in onda dal 9 al 21 dicembre dello stesso anno su Cartoonito.

## Origini
Hasbro ha prodotto in passato diverse iterazioni di giocattoli e di intrattenimento dedicati al franchise My Little Pony, catalogati dai collezionisti come "G1-2-3" (dove "G" sta per "generazione"; L'amicizia è magica costituisce la quarta generazione di My Little Pony). La serie animata Vola mio mini pony del 1986-1987 fu la prima serie televisiva basata sulla linea di giocattoli, seguita nel 1992 da My Little Pony Tales. Entrambe le serie avevano come protagonisti i pony di prima generazione. Dopo My Little Pony Tales sono stati prodotti diversi direct-to-video, che hanno caratterizzato il design dei personaggi fino alla terza generazione. Seguendo lo stesso filo della rinnovazione della nuova linea di giocattoli Transformers, Hasbro ha voluto riorganizzare il franchise My Little Pony adattandolo alle esigenze della generazione attuale.

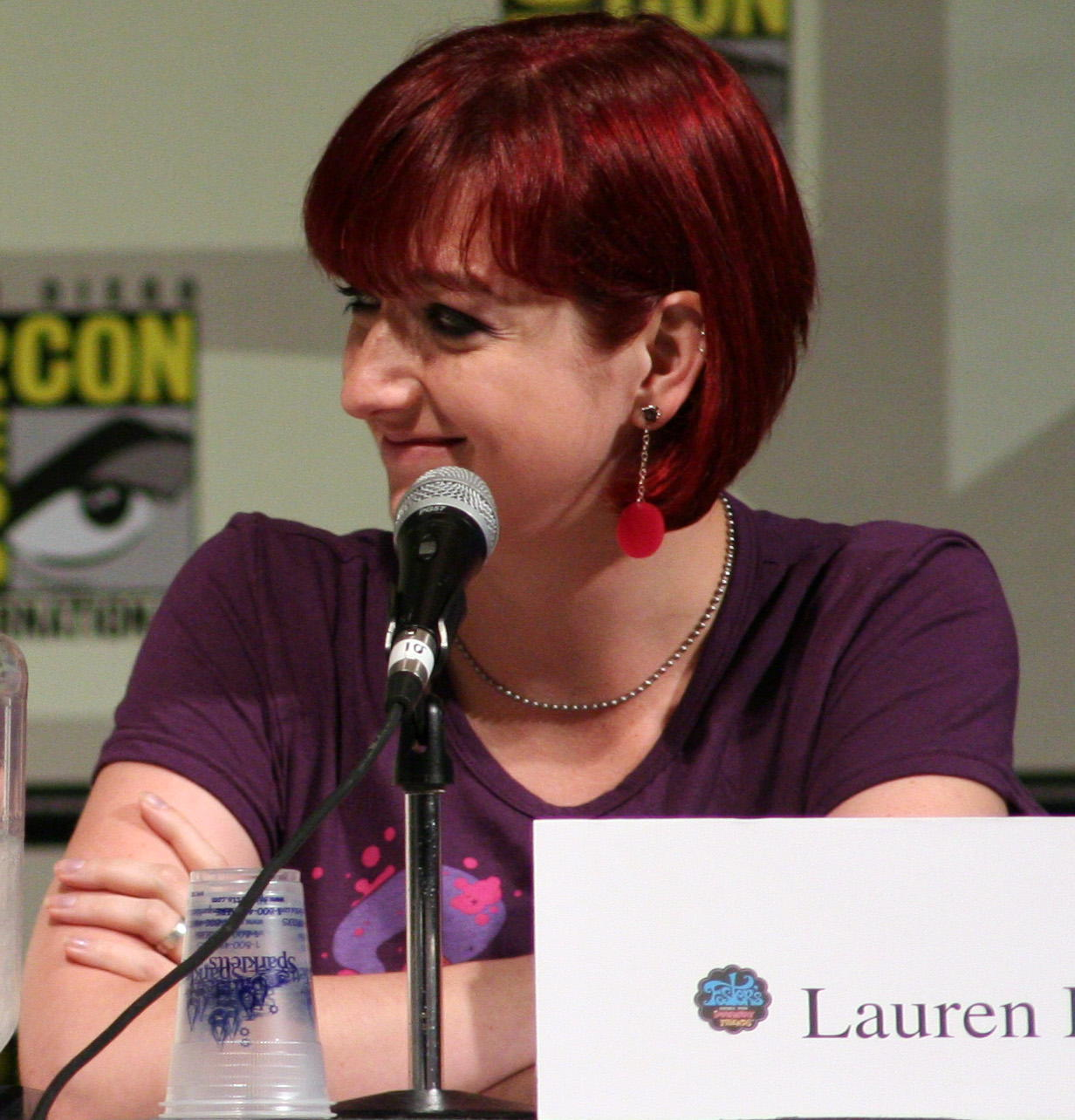
Lauren Faust, sviluppatrice iniziale di My Little Pony - L'amicizia è magica

Lauren Faust, che in precedenza aveva lavorato su serie animate di grande successo come Le Superchicche e Gli amici immaginari di casa Foster, fu inizialmente ingaggiata da Hasbro per creare una pitch bible (il documento progettuale che contiene in forma descrittiva e dettagliata tutti gli elementi che definiscono l'identità di un prodotto seriale) per la serie, che le ha permesso di portare il concept a un passo successivo.
Faust era inizialmente molto scettica riguardo alle intenzioni di Hasbro, poiché aveva sempre trovato noioso un cartone basato su giocattoli per ragazzine, per quanto My Little Pony fosse stato uno dei suoi giocattoli d'infanzia preferiti.
Basandosi sulle proprie esperienze nel mondo dell'animazione e sulle avventure che era solita inventare attorno ai propri pony giocattolo da bambina, Faust incorporò nel design dei personaggi e del cartone elementi nuovi, che contraddicevano gli stereotipi tipicamente femminili legati al marchio, e dotò i personaggi di personalità variegate e a tutto tondo, allo scopo di mostrare come le ragazze possano avere personalità diverse, e ciononostante capirsi tra loro ed essere amiche. Faust ha dichiarato di essere rimasta colpita dalla risposta positiva di Hasbro all'alterazione degli stereotipi dei personaggi. Inizialmente, la sviluppatrice aveva pensato di basare la serie su storie d'avventura, ma dopo essersi resa conto del tipo pubblico previsto e della difficoltà di elaborare trame complesse intorno a questi elementi, decise di concentrarsi di più sull'interazione dei personaggi. Mentre nella serie è rimasta la presenza di creature pensate per essere spaventose per i bambini, come i draghi e le idre, il tema centrale è l'amicizia tra i personaggi, e il tono della narrazione è generalmente leggero, con la presenza di elementi comici.
Faust cominciò a elaborare schizzi, molti dei quali caricati sul suo account deviantART, tra cui i pony della prima generazione (Twilight, Applejack, Firefly, Surprise, Posey and Sparkler) che avrebbero, poi, costituito lo spunto per il cast principale del cartone. Hasbro quindi promosse Faust a produttore esecutivo, chiedendole di completare la pitch bible: per farlo, Faust propose i suoi ex-collaboratori Paul Rudish e Martin Ansolobehere, con cui aveva già lavorato ad altri cartoni. Faust attribuisce a Paul l'idea che i pony pegaso controllano le condizioni meteorologiche, così come il personaggio di Nightmare Moon. Faust ha anche ricordato le idee del marito, Craig McCracken, animatore e creatore de Le Superchicche e Gli amici immaginari di casa Foster. Dopo che fu presentata la versione iniziale della bible, Hasbro chiese ulteriore materiale alla squadra di Faust, cercando di perfezionare ulteriormente i caratteri e gli sfondi.
Al termine della bible, Hasbro e Faust iniziarono a cercare negli studi per la vera e propria animazione. La casa Studio Productions B (ora DHX Media Vancouver) aveva già lavorato con animazioni basate su Adobe Flash di animali, così Faust ritenne il loro team una buona scelta. DHX assegnò a Jayson Thiessen il ruolo di regista, il quale, assieme a James Wootton e al team di produzione, portarono a termine un cortometraggio di due minuti da mostrare a Hasbro, cui seguì la decisione da parte della società di avviare la produzione. Faust stimò inizialmente che le produzioni avrebbero richiesto circa un anno.

## Produzione
Il cartone si sviluppa a Hasbro Studios, Los Angeles, dove si trova la maggior parte dello staff, e a DHX Media Vancouver a Vancouver, nella Columbia Britannica, dove si svolge il lavoro di animazione.
All'inizio Lauren ha chiamato diversi membri alla Hasbro, che hanno lavorato con lei in precedenza, successivamente approvati. Tra questi Amy Keating Rogers, Cindy Morrow, Meghan McCarthy, Chris Savino, Charlotte Fullerton, M.A. Larson e Dave Polsky. La scrittura è iniziata con Lauren e Ranzetti che hanno inserito le trame generali del cartone. I due avrebbero poi lavorato con lo scrittore per finalizzare gli script e assegnare alcune istruzioni di base dello storyboard. Hasbro ha pure collaborato per questo lavoro, suggerendo alcuni concetti da inserire nel cartone, esempio quello di rendere Celestia una principessa piuttosto che una regina, rendendola uno dei pony focalizzati sulla moda, e ritraggono gruppi di giocattoli in punti importanti della storia, come la boutique di Rarity. In alcuni casi, Hasbro ha chiesto che il cartone comprenda una impostazione, ma ha permesso a Lauren e il suo team di creare lo stile visivo per Hasbro da cui sarebbe nato poi il set base dei giocattoli, come per esempio la scuola di Ponyville. A causa di questioni di proprietà intellettuale, Hasbro ha perso alcuni dei diritti sui nomi originali dei pony, e come tale, il cartone comprende sia alcuni dei personaggi originali che i nuovi personaggi creati per il cartone.
Completati gli script, li hanno inviati allo Studio B per la pre-produzione e l'animazione usando Adobe Flash. Al team di produzione di Thiessen è stata data anche la possibilità di selezionare il personale chiave con l'approvazione della Hasbro, includendo il direttore artistico Ridd Sorenson. Il team di Studio B avrebbe fatto le storyboard con gli script forniti, e sono stati in grado di creare scene che gli scrittori pensavano fossero impossibili da mostrare nelle animazioni. Gli animatori avrebbero poi preparato gli elementi principali, i layout, gli sfondi e altri elementi, inviate poi di nuovo al team di produzione a Los Angeles per la revisione e eventuali suggerimenti da parte degli scrittori. Thiessen ha citato Wooton per le sue grandi competenze tecniche, che è stato in grado di creare programmi in Flash per ottimizzare i posizionamenti e le pose dei personaggi e altri elementi, risparmiando la quantità di lavoro necessaria per gli animatori. Per esempio, i capelli e le code dei pony sono normalmente forme fisse, animate da flessioni in curve in tre dimensioni, dando loro un senso di movimento senza perdere tempo ad animare i singoli peli. Una volta che la pre-produzione è stata completa e approvata, gli episodi sarebbero stati poi, animati. Sebbene lo Studio B avesse inizialmente eseguito questo lavoro, le fasi finali sono state passate al team di animazione Top Draw Animation nelle Filippine, uno studio di animazione con cui lo Studio B aveva lavorato bene in passato, producendo l'ultima parte della prima stagione e il resto.
Il cast delle voci è gestito da Voicebox Productions, con Terry Klassen, che era il direttore. Lauren, Thiessen e altri hanno partecipato alla selezione dei doppiatori con la seguente approvazione dalla Hasbro. Le musiche di sottofondo del cartone sono composte da William Kevin Anderson, mentre Daniel Ingram ha composto le canzoni.
Verso la fine della prima stagione, Faust ha comunicato di aver lasciato il cartone, e per la seconda stagione si è dimessa da produttrice a produttrice esecutiva. Il suo coinvolgimento nella seconda stagione è diminuito, facendosi coinvolgere soltanto dalla storia e dagli script. Nonostante la sua partecipazione fosse diminuita, ha ancora grandi speranze per i membri del personale, affermando che "le lacune che ha lasciato sono stati riempiti dagli stessi artisti che ho portato dalla prima stagione. Sono certa che la serie sarà sempre divertente".

## Adattamento italiano
Il doppiaggio italiano della prima stagione è stato affidato alla Logos e i dialoghi sono stati affidati a Elda Olivieri, Claudio Ridolfo, Laura Sottile, Alice Bongiorni. Dalla seconda stagione il doppiaggio della serie passa a SDI Media Italy.

### Sigla
Nella prima stagione viene usata la sigla "My Little Pony" che è cantata da Susanna Balbarani. Il testo è stato scritto da Arianna "Oliriana" Bergamaschi, e la musica da Maurizio Bianchini, Graziano Pegoraro, Susanna Balbarani e Antonio D'Ambrosio. La sigla utilizzata dalla seconda stagione in poi è una versione tradotta della sigla originale e cantata dalle doppiatrici italiane. Nell'ottava e nona stagione viene rinnovata la sigla che non varia nel testo, ma vengono mostrati nuove inquadrature e nuovi personaggi.

#### Canzoni
I testi delle canzoni sono stati adattati da Giancarlo Martino per la prima stagione, mentre dalla seconda stagione da Marisa Della Pasqua.

## Altri media

### Equestria Girls

#### Film principali (lungometraggi)
Per promuovere il lancio della sua nuova linea di giocattoli omonima, Hasbro ha prodotto, tramite Hasbro Studios, un lungometraggio animato basato su L'amicizia è magica, dal titolo My Little Pony - Equestria Girls: il film è stato proiettato per la prima volta al Los Angeles Film Festival, nel giugno 2013, e in seguito in oltre 200 cinema degli Stati Uniti a partire dal 16 giugno 2013.
La trama vede la protagonista Twilight Sparkle attraversare uno specchio magico per essere trasportata in un mondo abitato da esseri umani (benché con la pelle dai colori più disparati) per recuperare una corona rubata. Twilight inizierà a frequentare il liceo locale in cerca del colpevole, ma nel frattempo s'imbatterà in ragazze rappresentanti le controparti umane delle sue amiche di Ponyville.
Molti membri dello staff dello show originale sono stati ingaggiati per lavorare al film, tra cui la storywriter Meghan McCarthy, che ha dichiarato di considerare la storia «un'estensione della nostra mitologia». Il direttore di marketing John Frascotti ha dichiarato che Hasbro stava «rispondendo al desiderio dei fan di conoscere il marchio in nuovi modi».
Il film è stato reso disponibile in forma di DVD verso la fine dell'anno, poco prima della messa in onda del film sul canale Hub Network.
Un seguito del film, chiamato Equestria Girls - Rainbow Rocks, è stato annunciato a febbraio 2014 ed è uscito nei cinema statunitensi e canadesi il 27 settembre 2014; il film è preceduto da otto cortometraggi di circa 3 minuti (trasmessi per la prima volta in lingua originale il 27 marzo 2014 sul canale YouTube di Hasbro) e seguito da altri tre con la stessa durata (anch'essi esordienti in lingua originale sul canale YouTube di Hasbro, ma in data 2 aprile 2015).
Un terzo film, dal titolo Equestria Girls - Friendship Games, è stato annunciato nel 2015 ed è andato in onda in TV sul canale statunitense Discovery Family il giorno 26 settembre 2015 (in questo film è stata introdotta la versione umana di Twilight Sparkle, che entrerà in scena anche nei film seguenti); il film è preceduto da cinque cortometraggi di circa 3 minuti (pubblicati sul canale YouTube di Hasbro in lingua originale il 1º agosto 2015).
Un quarto film, intitolato Equestria Girls - Legend of Everfree, è stato annunciato il 10 ottobre 2015 ed è stato trasmesso su Netflix il 1º ottobre 2016.

#### Speciali televisivi (mediometraggi)
In seguito sono stati mandati in onda sei speciali televisivi;
- I racconti della Canterlot High, costituito da tre episodi, dai titoli La magia della danza, La magia del cinema e La magia dello specchio: essi hanno una durata di circa 22 minuti e sono andati in onda negli Stati Uniti su Discovery Family il 24 giugno, il 1º luglio e l'8 luglio 2017 rispettivamente, mentre in Italia sono stati distribuiti il 30 settembre dello stesso anno su Netflix;
- Amicizia dimenticata (1ª TV in lingua originale il 17 febbraio 2018, mentre in italiano il 10 marzo dello stesso anno);
- Le montagne russe dell'amicizia (1ª TV in lingua originale il 6 luglio 2018, mentre in italiano il 1º settembre dello stesso anno);
- Spring Breakdown (1ª TV in lingua originale il 30 marzo 2019);
- Sunset's Backstage Pass (1ª TV in lingua originale il 27 luglio 2019);
- Holidays Unwrapped (1ª TV in lingua originale il 2 novembre 2019), composto a sua volta da sei episodi con durata variabile.

Gli speciali televisivi dal secondo al sesto hanno una durata complessiva di circa 45 minuti, inoltre gli ultimi tre non sono stati rilasciati in Italia.

#### Webserie (cortometraggi)
Ci sono poi le webserie dei corti promozionali di Equestria Girls Minis (debutto originale sul canale YouTube di Hasbro l'11 febbraio 2016 e costituito da dodici corti promozionali di circa 30 secondi), ma anche dei cortometraggi Summertime Shorts (debutto originale sul canale YouTube di Hasbro il 30 luglio 2017 e costituito da sedici cortometraggi di circa 3 minuti) e Better Together (debutto originale sul canale YouTube di Hasbro il 17 novembre 2017 e costituito da sessanta cortometraggi di circa 2 minuti).
Le prime due webserie sopra indicate non sono state rilasciate in Italia.

### Film
Il 20 ottobre 2014 Hasbro ha annunciato un lungometraggio animato basato direttamente sulla serie televisiva e previsto per la proiezione nelle sale cinematografiche americane dal 6 ottobre 2017, intitolato My Little Pony: The Movie. Il film, prodotto da Allspark Pictures, una sussidiaria di Hasbro, è distribuito da Lionsgate. Il film è diretto da Jayson Thiessen, già direttore supervisore della serie, e sceneggiato da Megan McCarthy, già sceneggiatrice della serie.
Il presidente di Hasbro, Stephen Davis, ha detto riguardo al film: «Credo che ci dia un'opportunità di raccontare una storia più in grande, che forse non potremmo raccontare in televisione»; ha anche affermato che «è un'occasione per allargare il franchise».
In aggiunta al cast di doppiatori regolari, Kristin Chenoweth, Emily Blunt, Taye Diggs, Uzo Aduba, Michael Peña, Liev Schreiber, Sia e Zoe Saldana daranno voce a nuovi personaggi nel film.
Il 7 agosto 2015 è stata pubblicata la prima sinossi del film:

### Serie speciali

#### My Little Pony - Heartfelt Scrapbook
È una webserie di dieci cortometraggi animati (con una durata di circa 2 minuti e trasmessa per la prima volta in lingua originale il 24 ottobre 2016 sul canale YouTube di Hasbro): in questa webserie Pinkie Pie ha realizzato un libro per Flurry Heart per ricapitolare i momenti chiave di tutta la serie principale in uno stile feltro stop-motion.

#### My Little Pony - Happy Birthday
È un brevissimo video in cui Pinkie Pie, Fluttershy e le Cutie Mark Crusaders augurano un buon compleanno ai fan della serie.

#### My Little Pony - Alla ricerca del regalo più bello
Il 27 ottobre 2018, su Discovery Family, è andato in onda un episodio speciale da 44 minuti, intitolato Best Gift Ever e ambientato tra l'ottava e la nona stagione. In Italia è stato trasmesso con il titolo Alla ricerca del regalo più bello su Cartoonito il 9 dicembre 2018. L'episodio è stato accompagnato da tre cortometraggi correlati (vedi tabella), non rilasciati in Italia, pubblicati inizialmente l'11 dicembre 2019 sul canale YouTube ufficiale di Hasbro in lingua originale.
| Episodio | Titolo                | Pubblicazione (Stati Uniti) | Durata |
| -------- | --------------------- | --------------------------- | ------ |
| 1        | Triple Pony Dare Ya   | 11 dicembre 2019            | 3:25   |
| 2        | The Great Escape Room | 11 dicembre 2019            | 3:25   |
| 3        | Mystery Voice         | 11 dicembre 2019            | 3:25   |

#### My Little Pony - Rainbow Roadtrip
Il lungometraggio da 60 minuti Rainbow Roadtrip è stato trasmesso privatamente il 23 maggio 2019 presso l'Odeon Cinema, per poi andare in onda su Discovery Family il 29 giugno dello stesso anno. In Italia non è mai stato rilasciato. 
L'episodio utilizza lo stesso stile grafico del film, animato in Toon Boom anziché Adobe Flash come il resto della serie.

#### My Little Pony - Friendship is Forever
Si tratta di una brevissima serie, costituita da sei episodi (con una durata di circa 22 minuti) e la quale presenta filmati di episodi precedenti. È andata in onda per la prima volta in Australia nell'aprile del 2020, mentre in Italia non è mai stata rilasciata.

#### Cortometraggi
Sono tre cortometraggi rilasciati a febbraio del 2019 sul canale YouTube di Hasbro, in lingua originale. Mai rilasciati in Italia, i titoli originali sono: 
- Sundae, Sundae, Sundae;
- Starlight the hypnotist;
- Teacher of the month.

#### Fondamenti di magia con Princess Celestia
È una mini webserie in cui Princess Celestia insegna ai suoi studenti della scuola d'amicizia (e non solo) la storia che si cela dietro la magia regnante di Equestria, infatti nel primo episodio della serie vengono mostrati anche determinati eventi della serie principale correlati all'argomento. Complessivamente sono cinque episodi dalla durata di circa 2 minuti.

### Fumetti

#### Decima stagione
Al termine della nona stagione della serie principale, nel 2020 ne è stata prodotta una decima a fumetto.

## Accoglienza

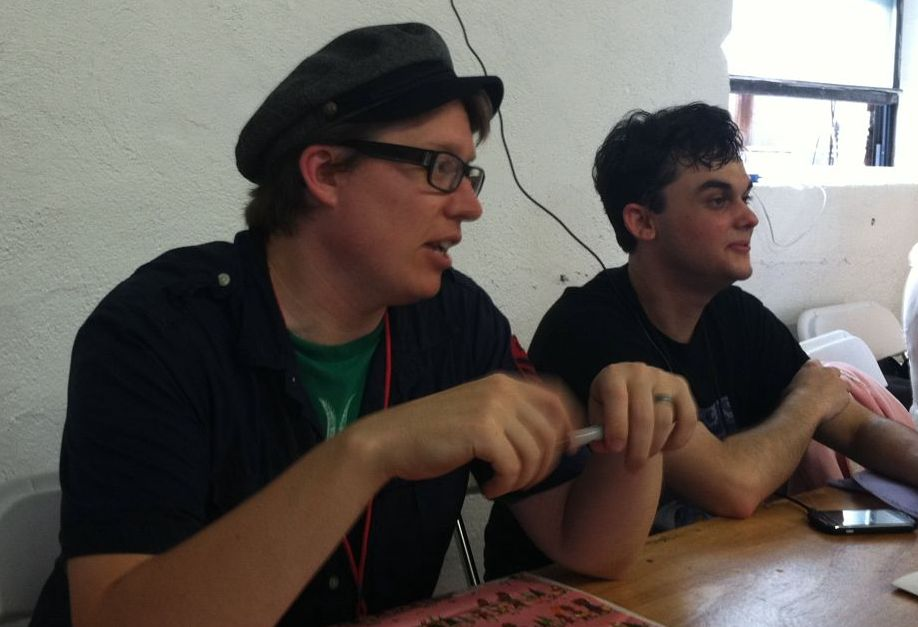
Jayson Thiessen, direttore supervisore (a sinistra) e Shaun "Sethisto" Scotellaro (a destra), il fondatore del fansite Equestria Daily, a BroNYCon 2011

La serie è stata molto apprezzata per il suo umorismo e per la sua semplicità, oltre che per la qualità dell'animazione. Nonostante lo show fosse indirizzato a un pubblico femminile (e in prevalenza infantile), esso ha guadagnato un considerevole gruppo di fan adolescenti e adulti, buona parte dei quali di sesso maschile, che vengono chiamati bronies (al singolare brony, portmanteau tra le parole brother e pony); i personaggi della serie animata sono diventati parte della cultura internet, e dallo show sono scaturiti in gran numero meme, siti dedicati, fanart, video, remix, brani musicali originali e videogiochi. Sono anche stati organizzati talk show, convention, emittenti radiofoniche amatoriali e progetti di simile natura.
La serie è stata apprezzata anche dalla critica come una serie molto solare e senza cinismo - a differenza di altri cartoni contemporanei che hanno ottenuto un certo pubblico di genitori e adulti, come ad esempio: I Griffin, I Simpson, South Park e A tutto reality. Soprattutto è stata apprezzata la caratterizzazione dei personaggi e delle loro storie, oltre alla componente umoristica che ha attirato un pubblico di grandi e piccini.

### Fandom
La serie ha suscitato fin dalla sua prima messa in onda l'inaspettato interesse di un vasto gruppo di fan adulti, che hanno adottato il nome brony (al plurale bronies) dalla fusione delle parole inglesi bro ("fratello") e pony. Un'alternativa femminile del nome è pegasister, creato dalla fusione delle parole pegasus e sister ("sorella"). Il fandom brony viene considerato un esempio paradigmatico di New Sincerity scaturita da Internet. I suoi membri più attivi hanno fondato siti web, organizzato convention e creato numerose opere di letteratura, musica, arte digitale e tradizionale e video ispirandosi alla serie.
L'apprezzamento della serie da parte di un pubblico adulto è stata una sorpresa per Hasbro, Faust e le altre persone coinvolte nello show, ma essi hanno accettato e interagito con questi fan più anziani, pur restando concentrati sul pubblico originariamente previsto.